# Кульбаш (деревня)
Кульбаш (мар. Нужа) — деревня в Моркинском районе Республики Марий Эл. Входит в состав Коркатовского сельского поселения.

## География
Находится в юго-восточной части республики Марий Эл на расстоянии приблизительно 18 км по прямой на юго-запад от районного центра посёлка Морки.

## История
Упоминается с 1773 года. В 1834 году в деревне 75 человек. В 1886 году была построена мечеть. В 1959 году в деревне проживали 903 человека, татары. В советское время работал колхоз «Кызыл Байрак».

## Население
Население составляло 545 человек (татары 98 %) в 2002 году, 502 в 2010.